# Next (film, 1912)
Next est un film muet américain réalisé par George Loane Tucker et sorti en 1912.

## Fiche technique
- Réalisation : George Loane Tucker
- Date de sortie :
  - États-Unis : 19 janvier 1912

## Distribution
- Herbert Prior : Edward Robbins I
- Mabel Trunnelle: Marion Trevor
- George Loane Tucker : Edward Robbins II